# Mesochorus sabulosus
Mesochorus sabulosus là một loài tò vò trong họ Ichneumonidae.